# Craig MacLean
Craig MacLean (ur. 31 lipca 1971 w Grantown-on-Spey) – brytyjski kolarz torowy, wicemistrz olimpijski, dziewięciokrotny medalista mistrzostw świata.

## Kariera
Pierwszy sukces w karierze Craig MacLean osiągnął na mistrzostwach świata w Berlinie w 1999 roku, gdzie Brytyjczycy w składzie: Chris Hoy, Craig MacLean i Jason Queally zdobyli srebrny medal w sprincie drużynowym. Na rozgrywanych rok później igrzyskach olimpijskich w Sydney reprezentacja Wielkiej Brytanii w tym samym składzie zdobyła srebrny medal olimpijski, a indywidualnie MacLean był ósmy. Ponadto w sprincie drużynowym Craig zdobywał srebrne medale na mistrzostwach w Manchesterze (2000 rok) i mistrzostwach w Plama de Mallorca (2007 rok), a na mistrzostwach w Antwerpii (2001 rok), mistrzostwach w Stuttgarcie (2003 rok) i mistrzostwach w Melbourne (2004 rok) był trzeci. Jego największym sukcesem jest jednak zdobycie złotego medalu w tej konkurencji na mistrzostwach świata w Kopenhadze w 2002 roku wraz z Jamiem Staffem i Chrisem Hoyem. Indywidualnie najlepszy wynik osiągnął na mistrzostwach świata w Bordeaux w 2006 roku, kiedy w sprincie indywidualnym wywalczył srebrny medal, ulegając tylko Theo Bosowi z Holandii.